# 吳禋
吳禋（1431年—？），字克誠，湖廣永州府零陵縣人，明朝政治人物。進士出身。

## 生平
湖廣鄉試第五十八名。成化二年（1466年）丙戌科會試第二百二十七名，殿試登進士第二甲第七十三名。

## 家族
曾祖吳雲。祖父吳仲允。父亲吳政。